# Танікадзе Кадзіносуке
Танікадзе Кадзіносуке (яп. 谷風梶之助; 1750–1795) — японський сумоїст, четвертий в історії сумоїст з рангом йокодзуна та перший, кому цей титул присвоїли за життя. Він 21 раз ставав чемпіоном з сумо.

## Біографія
Танікадзе Кадзіносуке народився 1750 року у селі Канеко Йошіро повіту Міяґі в провінції Муцу (зараз частина району Вакабаясі міста Сендай. Він дебютував у сумо в 1769 році, коли йому було 19 років. Маючи зріст 189 см і вагу 169 кг, він був надзвичайно великим у порівнянні з більшістю японців своєї епохи. У 1781 році отримав титул одзекі. З жовтня 1777 року по лютий 1786 року він програв лише один бій Оногаві Кісабуро в лютому 1782 року. Танікадзе зафіксував найдовшу серію послідовних перемог у поєдинках сумо на той час — 63. Цей рекорд залишався непобитим приблизно 150 років, аж поки його не перевершив Футабаяма Сададзі в 1938 році.
19 листопада 1789 року він став одним із перших двох борців сумо, яким було дозволено виконувати церемонію дохьо-ірі перед виходом на ринг. Одночасно Танікадзе отримав титул йокодзуна. Офіційно він зареєстрований як четвертий йокодзуна в історії сумо. Однак, оскільки перші три (див. список йокодзуна), якщо вони дійсно існували, були удостоєні цього звання посмертно, можна сказати, що він є одним із перших двох справжніх володарів титулу.
Танікадзе помер 1795 року у віці 44 років від грипу. На момент смерті у нього була чергова переможна серія з 35 поєдинків. У вищому дивізіоні макуучі Танікадзе виграв 258 поєдинків і програв лише 14 поєдинків, досягнувши рівня перемог 94,9 %.
За своє життя Танікадзе був дуже популярним рікісі. Збереглося багато його портретів та картин його поєдинків (нісікі-е).

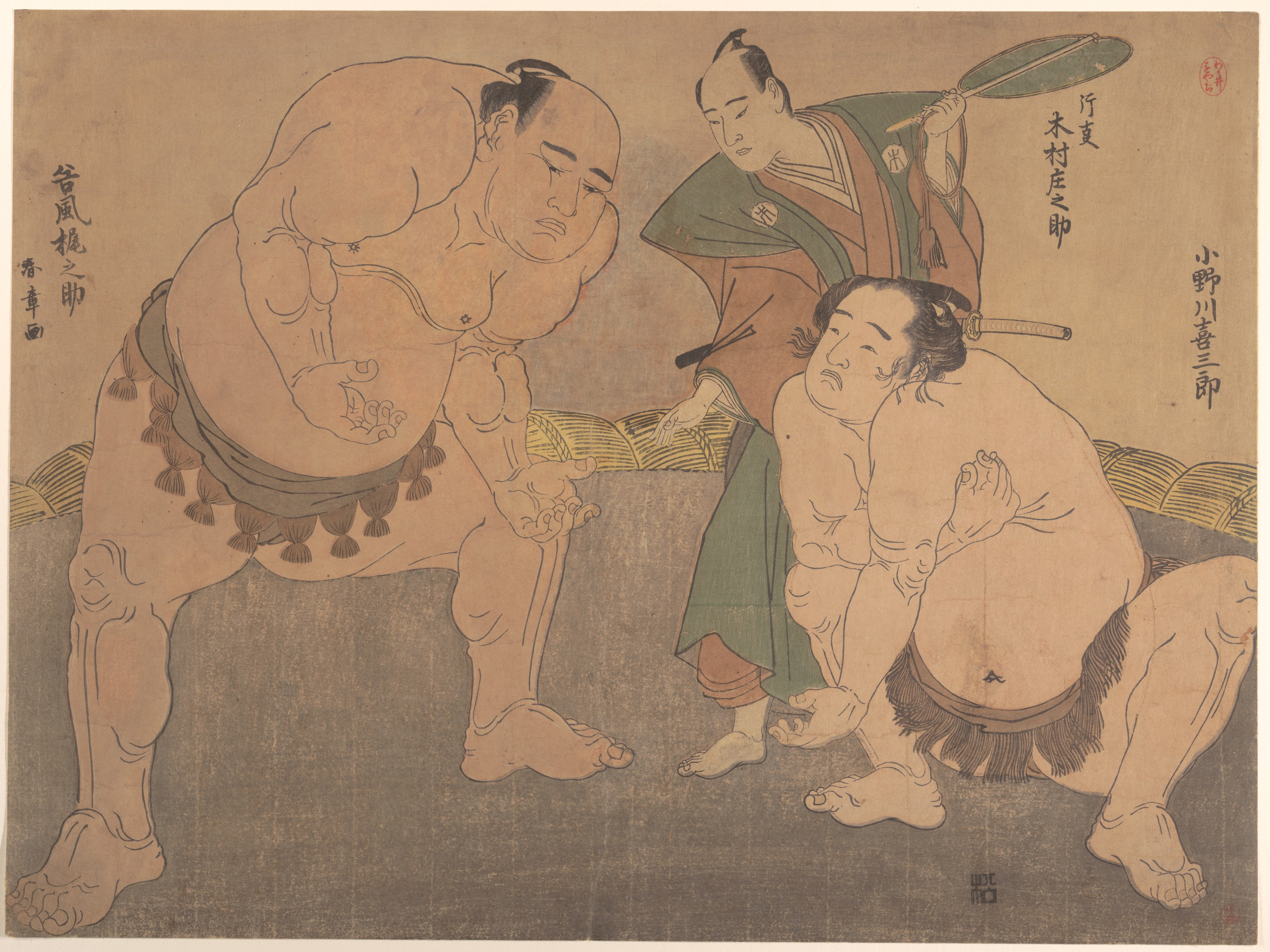
Поєдинок Танікадзе та Оногави
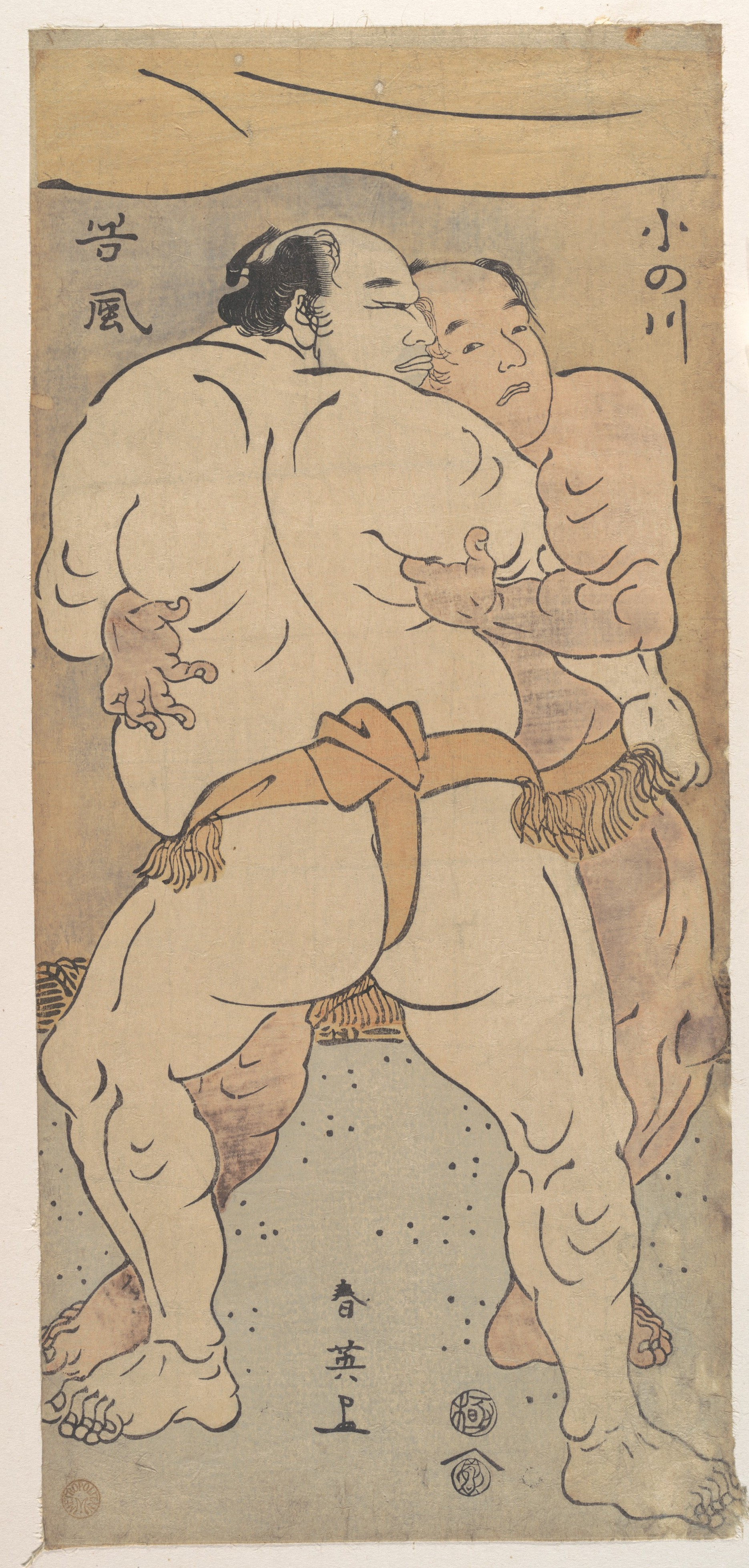
Поєдинок Танікадзе та Оногави